# Chetnole
Chetnole – wieś i civil parish w Anglii, w Dorset, w dystrykcie (unitary authority) Dorset. W 2011 civil parish liczyła 344 mieszkańców.